# エンリコ・キエーザ
エンリコ・キエーザ（Enrico Chiesa、1970年12月29日 - ）は、イタリア・ジェノヴァ出身の元サッカー選手。ポジションはFW。地元サンプドリアのプリマヴェーラ出身。息子のフェデリコ・キエーザもサッカー選手である。

## クラブ経歴
16歳でサンプドリアのユースチームに加入。18歳の時、1989年4月16日のASローマで僅かな時間ながら出場、セリエAデビューを果たした。しかしその後数年間、セリエCのクラブに貸し出され、1992-93シーズン、チームに複帰した。このシーズンは中盤で起用され、26試合で1得点、2月7日にアンコーナ戦でセリエA初得点を決めた。1993-94シーズンは、モデナに貸し出され、36試合で14点を決めた。
1994-95シーズンは、レンタルでセリエAのクレモネーゼでプレー、34試合で14ゴールを決める活躍により、1995-96シーズンからサンプドリアに復帰した。ロベルト・マンチーニとツートップを組むと、マンチーニからのアシストも多くあって、ゴールを量産した。12月のバーリ戦でのハットトリックを皮切りに、次節のユヴェントスでも2ゴールを挙げるなど、27試合で22ゴールを叩き出し、イタリアのスポーツ誌 Guerin Sportivoが選ぶシーズン最優秀選手賞に選ばれ、イタリア代表にも初招集された。
1996-97シーズン、多くのチームからオファーを受けたが、、カルロ・アンチェロッティの強い希望で、パルマに移籍した。アンチェロッティは、これまでチームの主軸であったジャンフランコ・ゾラに代わってキエーザを中心にしたチームに移行させ、ゾラとのライバル関係が生じ、ゾラは移籍することとなった。1997-98シーズン、公式戦トータルで21ゴールを決めた。1998-99シーズンシーズンのUEFAカップでは準決勝のアトレチコ・マドリード戦の1stレグで2得点、2ndレグで1得点、決勝のオリンピック・マルセイユでも1得点を挙げるなど、大会通算では8ゴールを決める活躍で、同大会のトップスコアラーとなり、優勝に貢献、同年のコパ・イタリアの優勝とあわせて二冠獲得に貢献した。パルマでの3シーズンで120試合55得点を決めていたが、フィジカルに問題を抱えていたことから、チームは放出を決めた。
1999-00シーズンから、フィオレンティーナに移籍。移籍初年度は怪我の影響であまり活躍出来なかったが、2000-01シーズンには、バティストゥータの抜けた穴を埋め、22ゴールを記録する活躍を見せた。2001-02シーズン、開幕から5試合で5ゴールで、得点ランキングのトップに立つなど、絶好調なスタートを切ったが、膝に重度の負傷を負い(ロナウドと同じ症状)、そのままシーズン終了となった。チームの破産により、2002-03シーズンからはラツィオに移籍した。
2003-04シーズンから、シエーナに移籍、3シーズン連続でセリエA二桁得点を記録するなど、セリエA通算350試合出場を達成後も活躍を続け、2008-09シーズンからはセリエC2のフィリーネ・ヴァルダルノでプレーした。セリエAでは通算378試合138ゴールを記録した。

## 代表経歴
イタリア代表としては1996年5月29日のベルギー戦（クレモナ）で代表デビューを飾り、同年のユーロでは、グループリーグ第2戦、チェコ戦でディ・リービオのパスから、代表初得点を決めた。
1998年のFIFAワールドカップ・フランス大会では、気管支肺炎で大会に参加出来なくなったラバネッリの代わりに召集され、2試合に出場した。代表通算成績は、17試合で7ゴール。

## その他
- 自身のキャリアで最大の後悔は、2001-02シーズンの大怪我であるとした[2]。「開幕から絶好調であり、シーズン終了後のワールドカップ出場も視野に入っていたが、その夢が絶たれ。そして、もし自身が怪我無ければ、チームの順位も変わっていて、シーズン終了後、フィオレンティーナの破産を防ぐことが出来たかもしれない」と話していた[2]。

- ルイジ・リーヴァは、スピードに乗るプレーや、強烈なシュートなど、自分と似ているところがある、と評価していた[2]。

## 個人成績
| シーズン | クラブ             | リーグ | リーグ | リーグ |
| シーズン | クラブ             | セリエ | 試合数 | 得点数 |
| -------- | ------------------ | ------ | ------ | ------ |
| 1988-89  | サンプドリア       | A      | 1      | 0      |
| 1989-90  | サンプドリア       | A      | 0      | 0      |
| 1990-91  | テーラモ           | C2     | 31     | 5      |
| 1991-92  | キエーティ         | C1     | 24     | 6      |
| 1992-93  | サンプドリア       | A      | 26     | 1      |
| 1993-94  | モデナ             | B      | 36     | 14     |
| 1994-95  | クレモネーゼ       | A      | 34     | 14     |
| 1995-96  | サンプドリア       | A      | 27     | 22     |
| 1996-97  | パルマ             | A      | 29     | 14     |
| 1997-98  | パルマ             | A      | 33     | 10     |
| 1998-99  | パルマ             | A      | 30     | 9      |
| 1999-00  | フィオレンティーナ | A      | 24     | 7      |
| 2000-01  | フィオレンティーナ | A      | 30     | 22     |
| 2001-02  | フィオレンティーナ | A      | 5      | 5      |
| 2002-03  | ラツィオ           | A      | 12     | 2      |
| 2003-04  | シエナ             | A      | 30     | 10     |
| 2004-05  | シエナ             | A      | 36     | 11     |
| 2005-06  | シエナ             | A      | 38     | 11     |
| 2006-07  | シエナ             | A      | 23     | 0      |
| 2007-08  | シエナ             | A      | 2      | 0      |
| 2008-09  | フィリーネ         | LP-SD  | 21     | 5      |
| 2009-10  | フィリーネ         | LP-PD  | 11     | 2      |
| 合計     | 合計               |        | 503    | 170    |

## 代表歴

### 出場大会
- イタリア代表
  - 1998 FIFAワールドカップ

### 試合数
- 国際Aマッチ 16試合 4得点（1996年-2001年）[11]

| イタリア代表 | 国際Aマッチ | 国際Aマッチ |
| 年           | 出場        | 得点        |
| ------------ | ----------- | ----------- |
| 1996         | 5           | 3           |
| 1997         | 1           | 0           |
| 1998         | 4           | 0           |
| 1999         | 5           | 1           |
| 2000         | 0           | 0           |
| 2001         | 1           | 0           |
| 通算         | 16          | 4           |